# Maruša Bradač
Maruša Bradač, slovenska astrofizičarka, *9. januar 1978, Maribor.
Zaposlena je kot profesorica fizike na Univerzi Kalifornije v Davisu. Ukvarja se s preučevanjem temne snovi in vodi mednarodno raziskovalno skupino, ki je leta 2016 odkrila najtemnejšo znano galaksijo, leta 2017 pa eno najstarejših galaksij MACS1423-z7p64.
Prejela je priznanje ambasadorka znanosti Republike Slovenije (2023) za krepitev ugleda slovenske astrofizike v družbi in v mednarodnem merilu.